# Лихулаский район
Лихулаский район — административно-территориальная единица в составе Эстонской ССР, существовавшая в 1950—1962 годах. Центр — Лихула. Население по переписи 1959 года составляло 11,8 тыс. чел. Площадь района в 1955 году составляла 1304,5 км².

## История
Лихулаский район был образован в 1950 году, когда уездное деление в Эстонской ССР было заменено районным. В 1952 году район был включён в состав Пярнуской области, но уже в апреле 1953 года в результате упразднения областей в Эстонской ССР район был возвращён в республиканское подчинение.
14 апреля 1961 года Лихулаский район был упразднён. При этом Ханилаский, Кирблаский и Туудиский сельсоветы и посёлок Лихула были переданы в Хаапсалуский район, а Коонгаский и Варблаский сельсоветы подчинены Пярнускому горсовету.

## Административное деление
В 1955 году район включал 1 посёлок городского типа (Лихула) и 7 сельсоветов: Варблаский, Карусеский, Кирблаский, Коонгаский, Лынеский, Туудиский, Ханилаский.